# Nole
Nole (piemontiul: Nòle) település Olaszországban, Lombardia régióban, Torino megyében. Lakosainak száma 6767 fő (2023. január 1.). Nole Fiano, Robassomero, San Carlo Canavese, Ciriè, Corio, Grosso, Rocca Canavese és Villanova Canavese községekkel határos.

## Népesség
A település népességének változása:
| Lakosok száma | 6861 | 6895 | 6767 |
|               | 2017 | 2018 | 2023 |